# Iglesia de Nuestra Señora de la Asunción (Isasondo)
La iglesia de Nuestra Señora de la Asunción es un inmueble de la localidad española de Isasondo, en la provincia de Guipúzcoa.

## Descripción
El edificio se encuentra en la localidad española de Isasondo, perteneciente a la provincia de Guipúzcoa, en la comunidad autónoma del País Vasco. Se menciona como iglesia parroquial del lugar en el Diccionario histórico-geográfico-descriptivo de los pueblos, valles, partidos, alcaldías y uniones de Guipúzcoa (1862) de Pablo de Gorosábel, donde aparece descrita con las siguientes palabras:

La iglesia parroquial es de la advocacion de Nuestra Señora de la Asuncion; la cual se halla servida por un rector, dos beneficiados y un sacristan. Es templo de buena arquitectura y muy curioso. La presentacion de la rectoria corresponde á los individuos del ayuntamiento con el mayordomo de la iglesia: la de los beneficios antes del último concordato á la corona real ó al rector en sus respectivos meses ordinarios: la sacristía á ambos cabildos secular y eclesiástico.
(Gorosábel, 1862, p. 264)